# Mike Zonneveld
Mike Zonneveld (Leiden, 1980. október 27. –) holland labdarúgó. A PSV Eindhoven hátvédje